# Michael Möllenbeck
Michael Möllenbeck (Wesel, Sjeverna Rajna-Vestfalija, 12. prosinca 1969.) umirovljeni je njemački bacač diska i športski djelatnik. U svojoj desetogodišnjoj karijeri osvojio je dvije bronce na svjetskim i jednu broncu na europskim prvenstvima uz dva nastupa na Olimpijskim igrama za Njemačku.

## Športska karijera
Prvi svjetski nastup ostvario je na Svjetskom prvenstvu 1999. u španjolskom gradu Sevilli. Tamo je osvojio 6. mjesto u završnici bacivši disk 64,90 metara. Tim uspjehom plasirao se na Olimpijske igre 2000. u Sydneyu. 
Prvo odličje na velikim natjecanjima osvojio je nastupom u završnici Svjetskog prvenstva 2001. u kanadskom gradu Edmontonu, bacivši disk 67,61 metar. Sljedeće godine nastupio je na Europskom prvenstvu  u Münchenu, na koje je došao kao favorit za osvajanje odličja. Najave je i potvrdio osvajanjem svog prvog i jedinog europskog (brončanog) odličja. 
Nakon dvije uspješne, odličjima ovjenčane sezone, 2003.
nastupio je na svojim trećem svjetskom prvenstvu održanom u francuskom glacnom gradu Parizu. Osvojio je 5. mjesto, a od 4. plasmana dijelio ga je pet centimetara dulji hitac sunarodnjaka Larsa Kiedela. Odličnim nastupima u olimpijskom ciklusu (2000. – 2004.) izborio je svoj drugi i posljednji nastup na Olimpijskim igrama.  Njemačku je predstavljao na Igrama 2004. u Ateni, gdje zbog velike međunarodne konkurencije nije ostvario značajniji uspjeh. 
Zbog izmjene generacija i dolaska mlađih uzrasta bacača diska (npr. Roberta Hartinga), ali i pada u tjelesnoj spremi, Möllenbeck je počeo gubiti važnost u njemačkoj momčadi. Od momčadi se oprostio nakon osvajanja bronce na Svjetskom prvenstvu 2005. u Helsinkiju.  Dvije godine kasnije se službeno i konačno povukao iz profesionalizma i nastupanja u njemačkom dresu.